# Vivaldivöllurinn
Vivaldivöllurinn – stadion piłkarski w Seltjarnarnes (aglomeracja Reykjavíku), w Islandii. Obiekt może pomieścić 1050 widzów. Swoje spotkania rozgrywają na nim piłkarze klubu Grótta.